# Nymula abaris
Nymula abaris är en fjärilsart som beskrevs av Pieter Cramer 1776. Nymula abaris ingår i släktet Nymula och familjen Riodinidae. Inga underarter finns listade i Catalogue of Life.